# Sige fusigera
Sige fusigera är en ringmaskart som beskrevs av Anders Johan Malmgren 1865. Sige fusigera ingår i släktet Sige och familjen Phyllodocidae. Arten är reproducerande i Sverige. Inga underarter finns listade i Catalogue of Life.